# كأس أندورا 2014
كأس أندورا 2014 هو الموسم 22 من كأس أندورا. أقيم خلال الفترة 11 يناير 2014 وحتى 25 مايو 2014، وأشرف على تنظيمه اتحاد أندورا لكرة القدم، وكان عدد الأندية المشاركة فيه 23، وفاز فيه سانت جوليا.